# Angel Trains

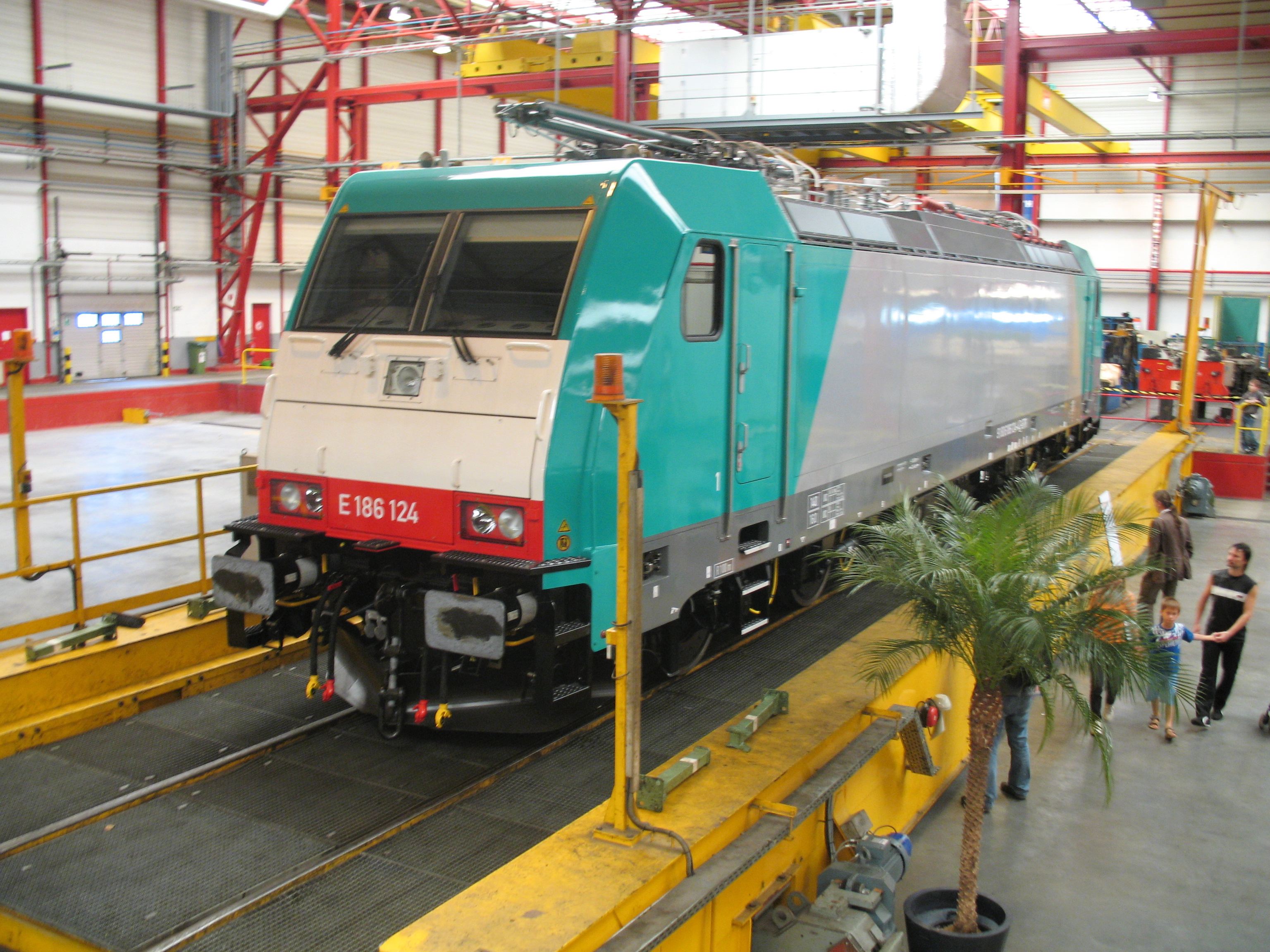
La E186.124 est une Traxx de Bombardier lors de sa réception par la SNCB

Angel Trains était l'un des principaux loueurs de matériel ferroviaire européen qui ont émergé à la suite de la privatisation de British Rail en 1993 et du trafic fret européen (en 1991 sur les grands corridors, puis en 2004 sur l'ensemble des réseaux nationaux). Les autres principaux loueurs sont Porterbrook, Mitsui Rail Capital Europe, Siemens Dispolok et HSBC Rail. 
Depuis 2008, la société est divisée. Les activités au Royaume-Uni sont reprises par Angel Trains Limited alors que les autres activités se font désormais sous la bannière d'Alpha Trains.

## Contexte
L'émergence de ce type d'entreprise est donc liée à la privatisation du transport par rail qui induit l'apparition de nouveaux opérateurs pour lesquels l'acquisition de matériel en propre n'est pas la meilleure option.
Si la société a eu initialement comme but la mise à disposition de matériel voyageur en Grande-Bretagne, un partenariat avec le constructeur Vossloh lui a permis d'évoluer vers les opérateurs du fret ferroviaire sur le continent.
Angel Trains a ainsi vu le jour en 1994, à l'initiative de divers opérateurs financiers comme la banque d'investissement japonaise Nomura Holdings. Entre 1997 et 2008, la société a été reprise intégralement par le groupe Royal Bank of Scotland qui - en vue d'augmenter ses liquidités - a, à son tour, cédé la société dont les activités ont été scindées : Angel Trains Limited a conservé les activités en Grande-Bretagne alors qu'Angel Trains International - reprenant les activités sur le continent européen - fut acquis par le fonds d'investissement australien Babcock & Brown puis par un consortium composé Arcus European Infrastructure Fund 1 LP (“AEIF”), AMP Capital Investors, Public Sector Pension Investment Board et Deutsche Bank.
Depuis le 1er janvier 2010, Angel Trains International est devenu Alpha Trains.

## Activité

### Angel Trains Limited

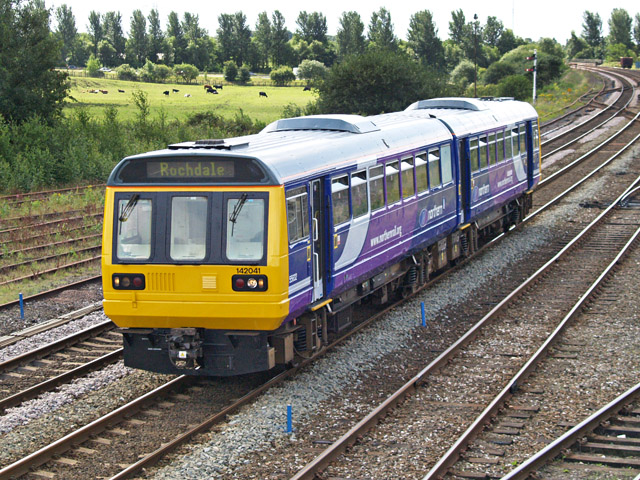
Une automotrice (class 142, "Pacer") de Angel Trains, louée à l'opérateur privé britannique Northern Rail

- 53 rames automotrices pendulaires à grande vitesse "Classe 390" pour Virgin Trains. Un accord[1] a été signé avec Alstom pour la livraison de 4 rames complémentaires et l'ajout de deux caisses sur les rames existantes.

- des automotrices Desiro de Siemens pour la compagnie South West Trains.

- 280 locomotives pour l'opérateur de fret English, Welsh and Scottish Railway (devenu depuis DB Schenker Rail (UK) à la suite de sa reprise par Railion, la branche fret de l'opérateur historique allemand Die Bahn).

### Alpha Trains (ex Angel Trains International)
La filiale Angel Trains Cargo (née de la collaboration avec Vossloh) a acquis auprès de Bombardier Transportation une centaine de locomotives de type Traxx. 
- 40 Traxx F140MS sont prises en leasing par B-Cargo, la filiale fret de la SNCB. Trois autres sont utilisées par la SNCB elle-même. Elles y forment ensemble la série 28[2].

- 12 machines identiques sont affectées à la remorque des trains de voyageurs sur la HSL-Zuid entre Amsterdam et Bruxelles par High Speed Alliance.

- 6 F140AC (E185) pour la traction de trains de fret par la division cargo du Berne-Lötschberg-Simplon.

Au niveau des machines fabriquées par Vossloh, on compte surtout des contrats avec de petits opérateurs, portant sur quelques motrices...
- environ 60 Vossloh G 2000 BB
- environ 70 Vossloh G 1206 BB
- environ 20 Vossloh G 1000 BB